# Ilyarachna vemae
Ilyarachna vemae är en kräftdjursart som beskrevs av Menzies och George 1972. Ilyarachna vemae ingår i släktet Ilyarachna och familjen Munnopsidae. Inga underarter finns listade i Catalogue of Life.